# Ubay Luzardo
Ubay Luzardo Santana (Las Palmas de Gran Canaria, Canarias, España, 6 de noviembre de 1983), más conocido como Ubay Luzardo,  es un futbolista español que juega de defensa central en el Universitario F.Cl de la Preferente de España.

## Biografía
Debutó en 1999 con la UD Las Palmas Atlético, donde permaneció durante cuatro temporadas antes de fichar por un año con el Norma San Leonardo CF. En 2004 la Universidad de Las Palmas de Gran Canaria CF "B" se hizo con sus servicios, hasta que el Real Murcia CF Imperial le fichara en 2005. 
Posteriormente jugó para la UE Rapitenca y el CF Amposta antes de irse a Hong Kong para fichar por el Kitchee SC por tres temporadas. Allí ganó en 2011 la Primera División de Hong Kong. Un año después la volvió a ganar, al igual que la Copa FA de Hong Kong y la Copa de la Liga de Hong Kong. 
En 2012 tuvo un breve paso por el Melbourne Victory FC, el Assyriska FF y el Ebbsfleet United, hasta que finalmente el 19 de julio de 2013 fichó por el SC Farense. En 2014 dejó el club para jugar en el SC Olhanense.
En los años siguientes pasó por diversos equipos, UD Socuéllamos, Vélez CF, Recreativo de Huelva, Ebro, Yeclano o San Roque de Lepe, para en 2021 volver a su isla natal de manos del Arucas CF en la Tercera División de España.

## Clubes
| Club                                | País       | Año       |
| ----------------------------------- | ---------- | --------- |
| U. D. Las Palmas Atlético           | España     | 1999-2003 |
| Norma San Leonardo C. F.            | España     | 2003-2004 |
| Universidad de Las Palmas C. F. "B" | España     | 2004-2005 |
| Real Murcia C. F. Imperial          | España     | 2005-2006 |
| U. E. Rapitenca                     | España     | 2006-2007 |
| C. F. Amposta                       | España     | 2007-2009 |
| Kitchee S. C.                       | Hong Kong  | 2009-2012 |
| Melbourne Victory F. C.             | Australia  | 2012      |
| Assyriska F. F.                     | Suecia     | 2012      |
| Ebbsfleet United                    | Inglaterra | 2013      |
| S. C. Farense                       | Portugal   | 2013-2014 |
| S. C. Olhanense                     | Portugal   | 2014-2015 |
| U. D. Socuéllamos                   | España     | 2015      |
| S. C. Farense                       | Portugal   | 2015-2016 |
| Vélez C. F.                         | España     | 2016      |
| R. C. Recreativo de Huelva          | España     | 2016-2017 |
| C. D. Ebro                          | España     | 2017-2019 |
| Yeclano Deportivo                   | España     | 2019-2020 |
| C. D. San Roque de Lepe             | España     | 2020      |
| Arucas C. F.                        | España     | 2021-     |

## Palmarés

### Campeonatos nacionales
| Título                        | Club          | País      | Año  |
| ----------------------------- | ------------- | --------- | ---- |
| Primera División de Hong Kong | Kitchee S. C. | Hong Kong | 2011 |
| Primera División de Hong Kong | Kitchee S. C. | Hong Kong | 2012 |
| Copa FA de Hong Kong          | Kitchee S. C. | Hong Kong | 2012 |
| Copa de la Liga de Hong Kong  | Kitchee S. C. | Hong Kong | 2012 |